# Herrarnas 10 000 meter i hastighetsåkning på skridskor vid olympiska vinterspelen 1960
Herrarnas 10 000 meter i skridskor vid de olympiska vinterspelen 1960 avgjordes den 27 februari 1960 på Squaw Valley Olympic Skating Rink i Squaw Valley. Loppet vanns av Knut Johannesen från Norge.
Trettio skridskoåkare från femton nationer deltog.

## Rekord
Dessa rekord (i minuter) gällde inför tävlingen.
| Världsrekord     | 16:32,6 (*)  | Hjalmar Andersen | Hamar, Norge               | 10 februari 1952 |
| Olympiskt rekord | 16:35,9 (**) | Sigvard Ericsson | Cortina d'Ampezzo, Italien | 31 januari 1956  |

(*) Rekordet blev noterat på naturis.
(**) Rekordet blev noterat på höghöjdsbana 1 000 meter över havet och på naturis.
I början förbättrade Kjell Bäckman rekordet till 16:14,2. Senare förbättrade Knut Johannesen rekordet till 15:46,6 vilket var en förbättring med 44 sekunder i förhållande till det gamla rekordet.

## Medaljörer
| Guld                  | Silver                         | Brons                 |
| Knut Johannesen Norge | Viktor Kositjkin Sovjetunionen | Kjell Bäckman Sverige |

## Resultat
| Placering | Tävlande                    | Tid        |
| --------- | --------------------------- | ---------- |
| 1         | Knut Johannesen (NOR)       | 15:46,6 VR |
| 2         | Viktor Kositjkin (URS)      | 15:49,2    |
| 3         | Kjell Bäckman (SWE)         | 16:14,2    |
| 4         | Ivar Nilsson (SWE)          | 16:26,0    |
| 5         | Terry Monaghan (GBR)        | 16:31,6    |
| 6         | Torstein Seiersten (NOR)    | 16:33,4    |
| 7         | Olle Dahlberg (SWE)         | 16:34,6    |
| 8         | Juhani Järvinen (FIN)       | 16:35,4    |
| 9         | Keijo Tapiovaara (FIN)      | 16:37,2    |
| 10        | Ross Zucco (USA)            | 16:37,6    |
| 11        | André Kouprianoff (FRA)     | 16:39,1    |
| 12        | Jan Pesman (NED)            | 16:41,0    |
| 13        | Helmut Kuhnert (EUA)        | 16:43,4    |
| 14        | Renato De Riva (ITA)        | 16:45,7    |
| 15        | Arnold Uhrlass (USA)        | 16:49,3    |
| 16        | Kees Broekman (NED)         | 16:59,9    |
| 17        | Kurt Stille (DEN)           | 17:00,0    |
| 18        | Mario Gios (ITA)            | 17:06,3    |
| 19        | Hermann Strutz (AUT)        | 17:06,5    |
| 20        | Vladimir Sjilikovskij (URS) | 17:13,9    |
| 21        | Shiju Kobayashi (JPN)       | 17:20,8    |
| 22        | Jeen van den Berg (NED)     | 17:23,5    |
| 23        | Roald Aas (NOR)             | 17:26,8    |
| 24        | Leo Tynkkynen (FIN)         | 17:33,6    |
| 25        | Takeo Mizoo (JPN)           | 17:42,0    |
| 26        | Jang In-Won (KOR)           | 17:45,7    |
| 27        | Ralf Olin (CAN)             | 17:50,9    |
| 28        | Choi Yeong-bae (KOR)        | 18:15,5    |
| 29        | Heinz Wolfram (EUA)         | 18:37,0    |
| –         | Nikolajs Štelbaums (URS)    | (16:41,9)  |

Nikolajs Štelbaums blev diskvalificerad.